# Gurjar (volk)
Gurjar of Gujjar is een pastorale agrarische etnische groep in India, Pakistan en een klein aantal in het noordoosten van Afghanistan. Naast de taal van het land waar ze wonen hebben de Gujjars hun eigen taal, het Gujari. Ze zijn zowel hindoes, moslims als sikhs. 
Er is gesuggereerd dat de Gurjars zich samen met andere volkeren uit het noordwesten van India aansloten bij de Hephthalieten en samen de Rajput-clan vormden.

## Geschiedenis
In 640-41 na Christus beschreef de Chinese reiziger Xuanzang het koninkrijk  Kiu-che-lo (geïdentificeerd als Gurjara) in zijn reisverhalen. Hij stelde dat de Gurjars heersten over een welvarend en volkrijk koninkrijk met als hoofdstad  Bhinmal (Pilo-mo-lo). Volgens de commentator M. Vivien de St. Martin staat Su-la-cha voor het moderne Gujarat, en Kiu-che-lo zou "het land van de Gujaren" representeren, de regio tussen Anhilwara en de Indus. De koning van de stad was een Kshatriya.